# Idiurus
Az Idiurus az emlősök (Mammalia) osztályának a rágcsálók (Rodentia) rendjébe, ezen belül a pikkelyesfarkúmókus-félék (Anomaluridae) családjába tartozó nem.

## Rendszerezés
A nembe az alábbi 2 faj tartozik:
- nagyfülű pikkelyesmókus (Idiurus macrotis) Miller, 1898
- törpe pikkelyesmókus vagy repülő pele (Idiurus zenkeri) Matschie, 1894 - típusfaj